# قصر ويوريلا

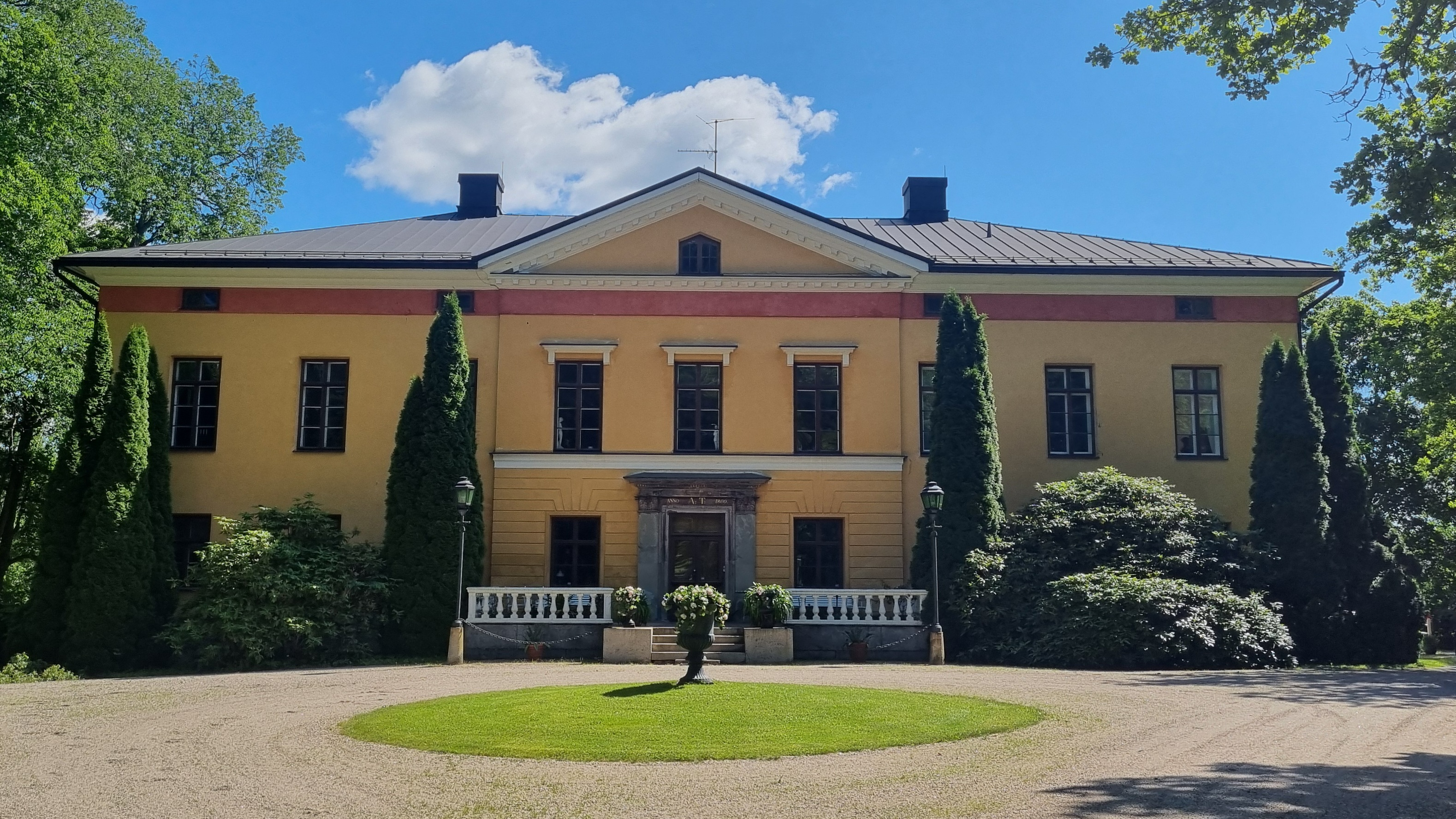
ويوريلا مانور. المهندس المعماري كارلو باسي.

توجد مزرعة فيوريلان في مدينة سالو في فنلندا.

## التاريخ
يعود تاريخ مزرعة فيوريلان إلى القرن الخامس عشر. اشترى البارون ماغنوس فيلهيلم آرمفيلت المزرعة في عام 1787.
حصلت مزرعة فيوريلان على شكلها الحالي في عهد البارون أوغست فيليب آرمفيلت، الذي عمل كمساعد للملك غوستاف الثالث ملك السويد وكاميرهير للإمبراطور الروسي ألكسندر الأول.
بنى ابن ماغنوس فيلهيلم آرمفيلت، البارون أوغست فيليب آرمفيلت، المبنى الرئيسي الجديد للمزرعة، الذي صممه المهندس المعماري تشارلز باسي. تم بناء المبنى الرئيسي في الفترة من 1806 إلى 1811 ويمثل الطراز الكلاسيكي الجديد.

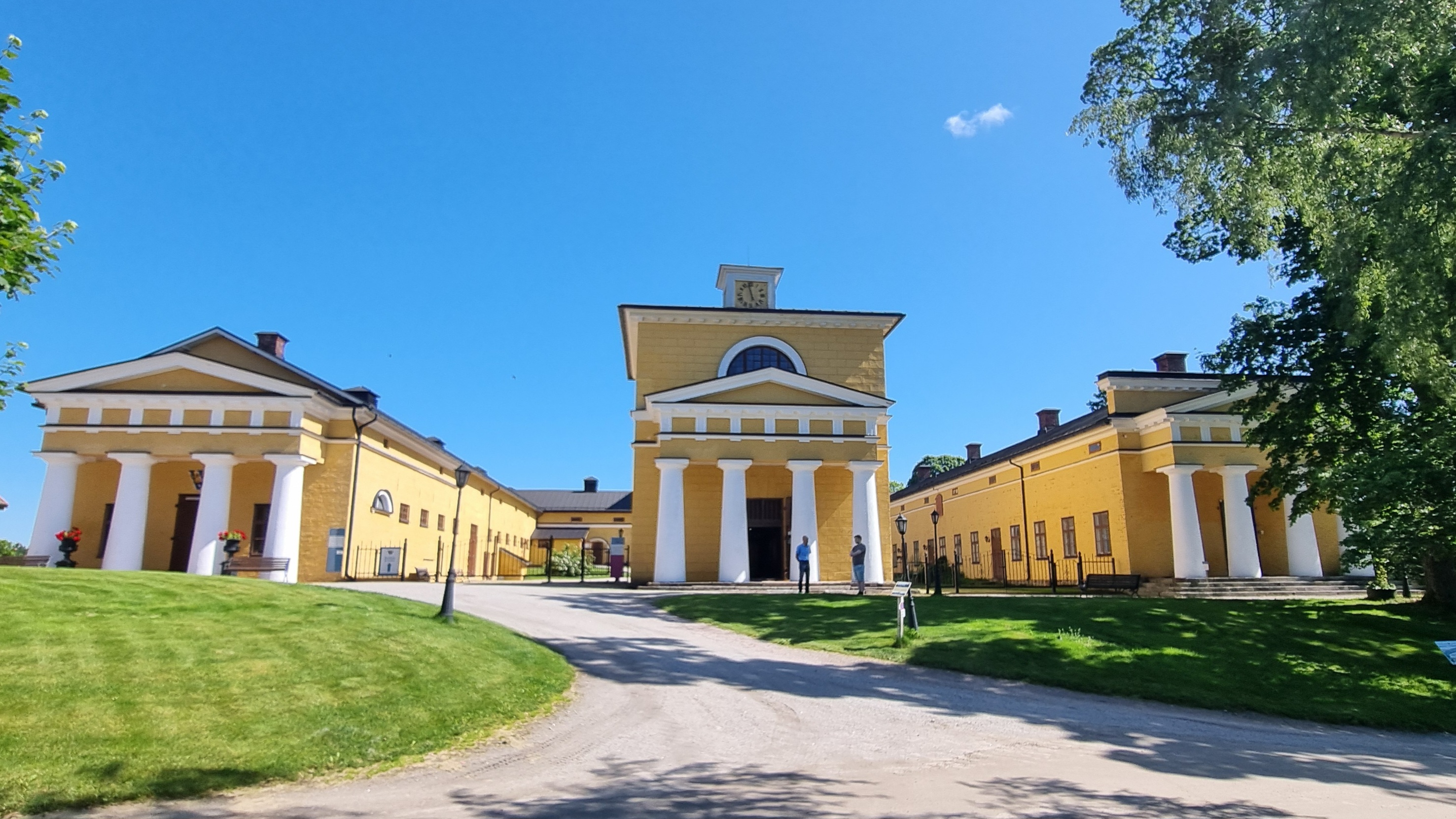
المبنى الخارجي لقصر ويوريلا. تصميم المهندس المعماري كارل لودفيج إنجل.

صمم المهندس المعماري كارل لودفيغ إنجل المبنى الاقتصادي لمزرعة فيوريلان، الذي يعكس الطراز الكلاسيكي الجديد. شهد البارون أوغست فيليب آرمفيلت بناء المبنى الاقتصادي، لكن ابنه البارون ماغنوس راينهولد آرمفيلت كان المسؤول عن تنفيذه.
في القرن التاسع عشر، كانت المزرعة تعتمد على نفسها. كانت تحتوي على منشرة للخشب، مصنع للطوب، مصنع للبيرة ومصنع للخمر. كانت المزرعة تشمل 48,000 هكتار من الأرض، وكانت أغلب الأراضي تقع في بلدة هيتولا بكاريليا.
اليوم تحتوي المزرعة على ملعب جولف، نادي جولف، مطعم، قاعة احتفالات، متحف للعربات التي تجرها الخيول، متحف منزل لعائلة آرمفيلت، معرض فني، فندق، إسطبلات ومدرج للخيل.
يعرض متحف العربات عربات كانت تستخدم لنقل ملك السويد كارل السادس عشر غوستاف والملكة سيلفيا. صمم الأمير السويدي كارل فيليب كراسي قاعة الاحتفالات في المزرعة.
يُقام في المنطقة حدث فني صيفي باسم "صيف فيوريلان" والذي يُعد أكبر معرض للفن المعاصر في منطقة فيرسينيس-سومّي.
مالك المزرعة هو البارون ألكسندر أمينوف، وهو من نسل عائلة آرمفيلت وعضو في عائلة أمينوف.